# Ryszard Wójcik
Ryszard Wójcik (Opole, 1956. június 6. –) lengyel nemzetközi labdarúgó-játékvezető.

## Pályafutása

### Nemzeti játékvezetés
1988-ban lett az I. Liga játékvezetője. Az aktív nemzeti játékvezetéstől a FIFA 45 éves korhatárát elérve 2002-ben vonult vissza.

#### Nemzeti kupamérkőzések
Vezetett Kupa-döntők száma: 2.

##### Lengyel-kupa
| Időpont         | Helyszín                      | Mérkőzés típusa     | Mérkőzés                | Eredmény | Nézők száma |
| --------------- | ----------------------------- | ------------------- | ----------------------- | -------- | ----------- |
| 2000. június 6. | Henryk-Reyman Stadion, Krakau | döntő első mérkőzés | Wisła Kraków SA–Belgium | 2 – 2    | 8000        |

##### Lengyel-szuperkupa
A 2002 és a 2003 évi szuperkupát pénzügyi okok miatt nem rendezték meg.
| Időpont          | Helyszín              | Mérkőzés típusa | Mérkőzés                            | Eredmény | Nézők száma |
| ---------------- | --------------------- | --------------- | ----------------------------------- | -------- | ----------- |
| 2001. július 15. | Városi Stadion, Stara | döntő           | Wisła Kraków SA–KS Polonia Warszawa | 4 – 3    | 8000        |

### Nemzetközi játékvezetés
A Lengyel labdarúgó-szövetség Játékvezető Bizottsága terjesztette fel nemzetközi játékvezetőnek, a Nemzetközi Labdarúgó-szövetség (FIFA) 1990-től tartotta nyilván bírói keretében. Több nemzetek közötti válogatott és klubmérkőzést vezetett. A lengyel nemzetközi játékvezetők rangsorában, a világbajnokság-Európa-bajnokság sorrendjében többedmagával az 1. helyet foglalja el 17 találkozó szolgálatával. Az UEFA által szervezett labdarúgó kupasorozatokban összesen 43 mérkőzést vezetett, amivel a 35. helyen áll. Az aktív nemzetközi játékvezetéstől a FIFA 45 éves korhatárát elérve 2001-ben vonult vissza. Válogatott mérkőzéseinek száma: 24.

#### Világbajnokság

##### U20-as labdarúgó-világbajnokság
Portugália rendezte a 8., az  1991-es ifjúsági labdarúgó-világbajnokságot, ahol a FIFA JB bíróként foglalkoztatta.

###### 1991-es ifjúsági labdarúgó-világbajnokság
| Időpont           | Helyszín                  | Mérkőzés típusa              | Mérkőzés                  | Eredmény | Nézők száma |
| ----------------- | ------------------------- | ---------------------------- | ------------------------- | -------- | ----------- |
| 1967. október 28. | Antas Stadion, Porto      | csoportmérkőzés (B. csoport) | Brazília–Elefántcsontpart | 2 – 1    | 8000        |
| 1971. február 3.  | Estádio da Luz, Lisszabon | egyik negyeddöntő            | Portugália–Mexikó         | 2 – 1    | 90 000      |

---
A világbajnoki döntőkhöz vezető úton Amerikai Egyesült Államokba a XV., az 1994-es labdarúgó-világbajnokságra, Franciaországba a XVI., az 1998-as labdarúgó-világbajnokságra valamint Dél-Koreába és Japánba a XVII., a 2002-es labdarúgó-világbajnokságra a FIFA JB játékvezetőként alkalmazta. Világbajnokságon vezetett mérkőzéseinek száma: 1.

##### 1994-es labdarúgó-világbajnokság

###### Selejtező mérkőzés
| Időpont             | Helyszín                        | Mérkőzés típusa           | Mérkőzés               | Eredmény | Nézők száma |
| ------------------- | ------------------------------- | ------------------------- | ---------------------- | -------- | ----------- |
| 1992. október 14.   | Parken Stadion, Koppenhága      | előselejtező (3. csoport) | Dánia–Írország         | 0 – 0    | 40 100      |
| 1993. február 17.   | Ramat Gan Stadion, Tel-Aviv     | előselejtező (6. csoport) | Izrael–Franciaország   | 0 – 4    | 29 000      |
| 1993. szeptember 8. | Nemzeti Stadion, Szófia         | előselejtező (6. csoport) | Bulgária–Svédország    | 1 – 1    | 35 000      |
| 1993. november 17.  | Giuseppe Meazza Stadion, Milánó | előselejtező (1. csoport) | Olaszország–Portugália | 1– 0     | 71 000      |

##### 1998-as labdarúgó-világbajnokság

###### Selejtező mérkőzés
| Időpont             | Helyszín                     | Mérkőzés típusa           | Mérkőzés              | Eredmény | Nézők száma |
| ------------------- | ---------------------------- | ------------------------- | --------------------- | -------- | ----------- |
| 1996. augusztus 31. | Tofik Bahramov Stadion, Baku | előselejtező (3. csoport) | Azerbajdzsán–Svájc    | 1 – 0    | 15 000      |
| 1997. június 8.     | Kadriorg Stadion, Tallinn    | előselejtező (4. csoport) | Észtország–Svédország | 2 – 3    | 2500        |

###### Világbajnoki mérkőzés
| Időpont          | Helyszín                     | Mérkőzés típusa              | Mérkőzés            | Eredmény | Nézők száma |
| ---------------- | ---------------------------- | ---------------------------- | ------------------- | -------- | ----------- |
| 1998. június 20. | Vélodrome Stadion, Marseille | csoportmérkőzés (E. csoport) | Hollandia–Dél-Korea | 5 – 0    | 55 000      |

##### 2002-es labdarúgó-világbajnokság

###### Selejtező mérkőzés
| Időpont             | Helyszín                           | Mérkőzés típusa           | Mérkőzés                | Eredmény | Nézők száma |
| ------------------- | ---------------------------------- | ------------------------- | ----------------------- | -------- | ----------- |
| 2000. október 7.    | Darius and Girėnas Stadion, Kaunas | előselejtező (8. csoport) | Litvánia–Grúzia         | 0 – 4    | 2317        |
| 2001. március 24.   | Ali Sami Yen Stadion, Isztambul    | előselejtező (4. csoport) | Törökország–Szlovákia   | 1 – 1    | 22 000      |
| 2001. szeptember 1. | Parken Stadion, Koppenhága         | előselejtező (3. csoport) | Dánia–Észak-Írország    | 1 – 1    | 41 500      |
| 2001. október 7.    | Råsunda Stadion, Stockholm         | előselejtező (4. csoport) | Svédország–Azerbajdzsán | 3– 0     | 32 786      |

#### Európa-bajnokság
Az európai labdarúgó torna döntőjéhez vezető úton Angliába a X., az 1996-os labdarúgó-Európa-bajnokságra illetve Belgiumba és Hollandiába a XI., a 2000-es labdarúgó-Európa-bajnokságra az UEFA JB játékvezetőként foglalkoztatta.

##### 1996-os labdarúgó-Európa-bajnokság

###### Selejtező mérkőzés
| Időpont             | Helyszín                    | Mérkőzés típusa           | Mérkőzés               | Eredmény | Nézők száma |
| ------------------- | --------------------------- | ------------------------- | ---------------------- | -------- | ----------- |
| 1994. szeptember 7. | Olimpiai Stadion, Helsinki  | előselejtező (8. csoport) | Finnország–Skócia      | 0 – 2    | 12 845      |
| 1995. június 7.     | Philip II Stadion, Szkopje  | előselejtező (2. csoport) | Macedónia–Belgium      | 0 – 5    | 532         |
| 1995. augusztus 16. | Laugardalsvöllur, Reykjavík | előselejtező (3. csoport) | Izland–Svájc           | 0 – 2    | 8387        |
| 1995. november 15.  | Råsunda Stadion, Stockholm  | előselejtező (3. csoport) | Svédország–Törökország | 2 – 2    | 16 238      |

##### 2000-es labdarúgó-Európa-bajnokság

###### Selejtező mérkőzés
| Időpont             | Helyszín                        | Mérkőzés típusa           | Mérkőzés                   | Eredmény | Nézők száma |
| ------------------- | ------------------------------- | ------------------------- | -------------------------- | -------- | ----------- |
| 1998. szeptember 5. | Ali Sami Yen Stadion, Isztambul | előselejtező (3. csoport) | Törökország–Észak-Írország | 3 – 0    | 19 840      |
| 1999. szeptember 4. | Parken Stadion, Koppenhága      | előselejtező (1. csoport) | Dánia–Svájc                | 2 – 1    | 41 667      |

#### Nemzetközi kupamérkőzések
Vezetett Kupa-döntők száma: 1.

##### UEFA-kupa
Az 1992–1993-as UEFA-kupa a verseny 22. szezonja. 
| Időpont           | Helyszín                  | Mérkőzés típusa       | Mérkőzés                  | Eredmény | Nézők száma |
| ----------------- | ------------------------- | --------------------- | ------------------------- | -------- | ----------- |
| 1992. október 21. | Estádio da Luz, Lisszabon | előselejtező (2. kör) | SL Benfica–Vác FC-Samsung | 5 – 1    | 38 000      |

##### UEFA-szuperkupa
| Időpont             | Helyszín                  | Mérkőzés típusa | Mérkőzés                      | Eredmény | Nézők száma |
| ------------------- | ------------------------- | --------------- | ----------------------------- | -------- | ----------- |
| 1999. augusztus 27. | II. Lajos Stadion, Monaco | döntő           | Manchester United FC–SS Lazio | 0 – 1    | 14 461      |

## Szakmai sikerek
2005-ben a nemzetközi játékvezetés hírnevének erősítése, hazájában 10 éve a legmagasabb Ligában (osztályban) folyamatosan tevékenykedő, eredményes pályafutása elismeréseként, a FIFA JB felterjesztésére az 1965-ben alapított International Referee Special Award címmel és oklevéllel tüntette ki.